# Mariona Boix Ferrer
Mariona Boix Ferrer es una esquiadora de élite española retirada por lesión. Fue campeona de España en la especialidad de Slalom en 2014

## Biografía
Nacida el 7 de abril de 1995 en Barcelona. Viven en Sant Martí de Centelles.  Comenzó a esquiar a los 3 años de edad. A los 13 años de edad se trasladó a Font Romeu (Francia) a un centro de alto rendimiento donde entrenaba,  estudiaba y vivía. En ese momento comenzó la competición profesional pasando a formar parte de la estructura de la RFDI. A los 15 años comenzó a competir profesionalmente tanto en el circuito nacional como en el circuito internacional de la FIS. Estudió Bachillerato Online lo que le permitió compatibilizar el deporte de alto rendimiento con sus estudios.
En el año 2014 consiguió el primer puesto en los Campeonatos de España en la especialidad de Slalom,  así como un segundo puesto en la especialidad de Slalom Gigante. Esta competición tuvo lugar en Sierra Nevada. 
En el año 2015 sufrió una grave lesión de rodilla que la apartó del circuito de competición. Se graduó por la Universidad de Vic como Profesora de Educación Primaria, especialidad en Educación Física. En enero de 2018 tras una rehabilitación volvió a la competición participando en 8 ocasiones,  6 en el circuito nacional y  2 en el internacional. Consiguió  un segundo puesto y 3 sextas posiciones.  En enero de 2019 abandonaría nuevamente por problemas con su rodilla.

## Logros profesionales

### Campeonato de España
Ha participado en 52 competiciones nacionales. En este circuito consiguió 12 Top 3 entre los que destacan:
- 2 primeros puestos en la especialidad de Slalom, uno de los cuales la llevó al título de Campeona de España
- 3 segundos puestos, dos en Gigante y uno en Slalom, uno de los cuales la alzó con el título de Subcampeona de España de Gigante
- 7 terceros puestos en Slalom 2, Gigante 3 y Súper Gigante 2

En la competición nacional ha quedado clasificada en 21 ocasiones en el Top 10.
| Fecha    | Evento                                          | Disciplina | Lugar         | Posición |
| -------- | ----------------------------------------------- | ---------- | ------------- | -------- |
| 19/03/14 | CAMPEONATOS DE ESPAÑA ALPINO ABS.               | SL         | Sierra Nevada | 1        |
| 29/01/11 | Tf. Francesc Viladomat D                        | SL         | Pas           | 1        |
| 18/03/14 | CAMPEONATOS DE ESPAÑA ALPINO ABS.               | GS         | Sierra Nevada | 2        |
| 24/01/12 | 2º GP Int. Barcelona Pirineu D                  | GS         | La Molina     | 2        |
| 06/03/11 | Camp de Catalunya/Euskadi D                     | SL         | La Molina     | 2        |
| 02/03/14 | XXXIII Derby Internacional de Ciudadanos - ALWC | SL         | La Molina     | 3        |
| 01/03/14 | XXXIII Derby Internacional de Ciudadanos - ALWC | GS         | La Molina     | 3        |
| 16/02/13 | Ctos. Cataluña ABS-JVNL                         | GS         | Espot         | 3        |
| 15/02/13 | Ctos. Cataluña Velocidad ABS-JVNL 1.er SG       | SG         | Espot         | 3        |
| 30/03/12 | C. SPA ABS.-JUV. ALPINO                         | SG         | La Molina     | 3        |
| 17/02/12 | XIVI TOP CAEI                                   | GS         | Baqueira B    | 3        |
| 19/03/11 | Ctos. Catalunya Juvenil D                       | SL         | Espot         | 3        |
| 15/02/13 | Ctos. Cataluña Velocidad ABS-JVNL 2º SG         | SG         | Espot         | 4        |
| 31/03/12 | C. SPA ABS.-JUV. ALPINO                         | GS         | La Molina     | 4        |
| 29/03/12 | Ctos. Cataluña Vlcd.                            | SG         | La Molina     | 5        |

Acrónimos:  SL Slalom, GS Slalom Gigante,  SG Slalom Súper Gigante

### Circuito internacional
Ha participado en campeonatos internacionales en 127 ocasiones, 
- 1 primer puesto en la especialidad de slalom.
- 2 segundos puestos en la especialidad de slalom

En la competición internacional ha quedado clasificada en 18 ocasiones entre las 10 primeras, una de ellas en la especialidad de Descenso con una octava posición.
| Fecha      | País    | Estación                 | Campeonato | Especialidad | Clasificaciòn |
| ---------- | ------- | ------------------------ | ---------- | ------------ | ------------- |
| 09-03-2014 | Andorra | Vallnord Pal             | FIS        | SL           | 1             |
| 11-01-2019 | Francia | Pyrenees 2000 Font Romeu | CIT        | SL           | 2             |
| 23-01-2015 | Francia | Pyrenees 2000            | CIT        | SL           | 2             |
| 17-02-2014 | Italia  | Bornio                   | FIS        | GS           | 3             |
| 07-04-2012 | Andorra | Arcalis Pal Vallnord     | NC         | GS           | 4             |
| 11-04-2014 | Andorra | Grand Valira Soldeu      | NC         | SC           | 5             |
| 28-03-2013 | Andorra | Grand Valira Soldeu      | NC         | GS           | 5             |
| 12-04-2014 | Andorra | Vallnord Arcalis         | NC         | GS           | 6             |
| 29-03-2013 | Andorra | Grand Valira Soldeu      | NC         | SL           | 6             |
| 08-04-2012 | Andorra | Arcalis Pal Vallnord     | NC         | SL           | 6             |
| 05-12-2014 | Noruega | Geilo                    | FIS        | GS           | 7             |
| 21-02-2014 | Italia  | Bornio                   | FIS        | GS           | 7             |
| 26-01-2014 | Italia  | Pian de Frais            | NJR        | GS           | 7             |
| 07-03-2014 | Andorra | Grand Valira Soldeu      | FIS        | DH           | 8             |
| 06-03-2014 | Andorra | Grand Valira Soldeu      | FIS        | SG           | 9             |
| 06-04-2012 | Andorra | Soldeu Grandvalira       | FIS        | SG           | 9             |
| 14-01-2015 | Italia  | Pila                     | NJR        | GS           | 10            |
| 07-03-2014 | Andorra | Grand Valira Soldeu      | FIS        | DH           | 10            |

Acrónimos:  SL Slalom, GS Slalom Gigante,  SG Slalom Súper Gigante DH Descenso

## Lesión
El diagnóstico fue  rotura del ligamento cruzado anterior, menisco interno y lateral interno, una lesión a priori común dentro del sector profesional de esquí de élite. 
Ha sido intervenida 12 veces para poder recuperar la movilidad de la rodilla,  que se bloquea al flexionar y tiene dañado el cartílago. Los médicos han planteado una opción que consiste en el tratamiento con células madre. Este tratamiento consiste en extraer de su médula espinal Células Madre Mesenquimales, un tipo de célula que por sí misma genera tejido esquelético como cartílago y hueso,  además de tejido graso. Estas células regeneran el cartílago dañado y continúan trabajando incluso años después de la intervención. 